# Мура (город, Швеция)
Му́ра (швед. Mora) — город в центральной Швеции, административный центр коммуны Мура лена Даларна.
Численность населения — 12 750 человек (2022). Расположен на северо-западном берегу озера Сильян у впадения в него реки Орсан.

В центре города находится финишная зона традиционного лыжного сверхмарафона Васалоппет. Также в городе есть профессиональная хоккейная команда Мура ИК, выступающая в шведской лиге. 

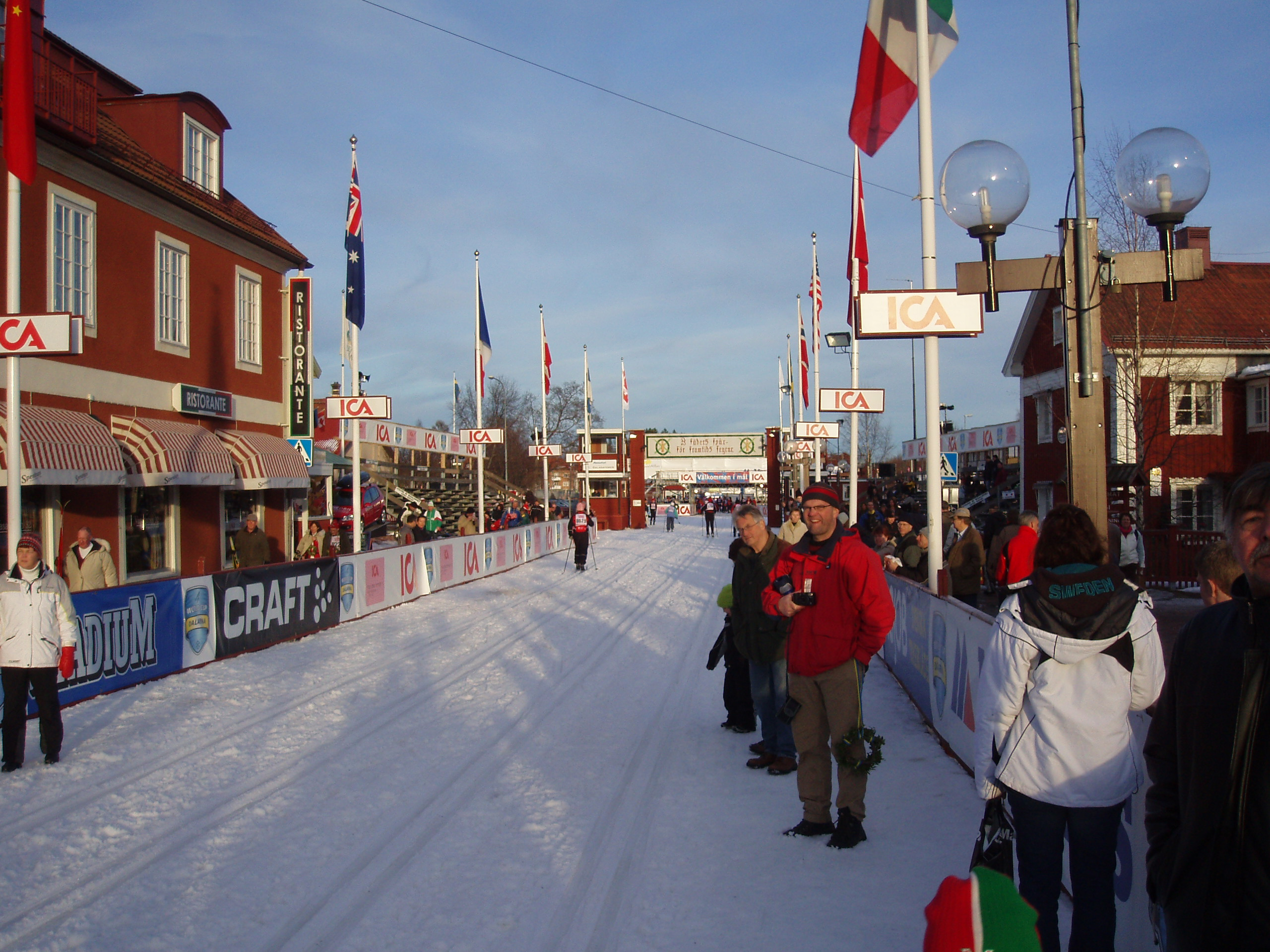
Финиш гонки Васалоппет
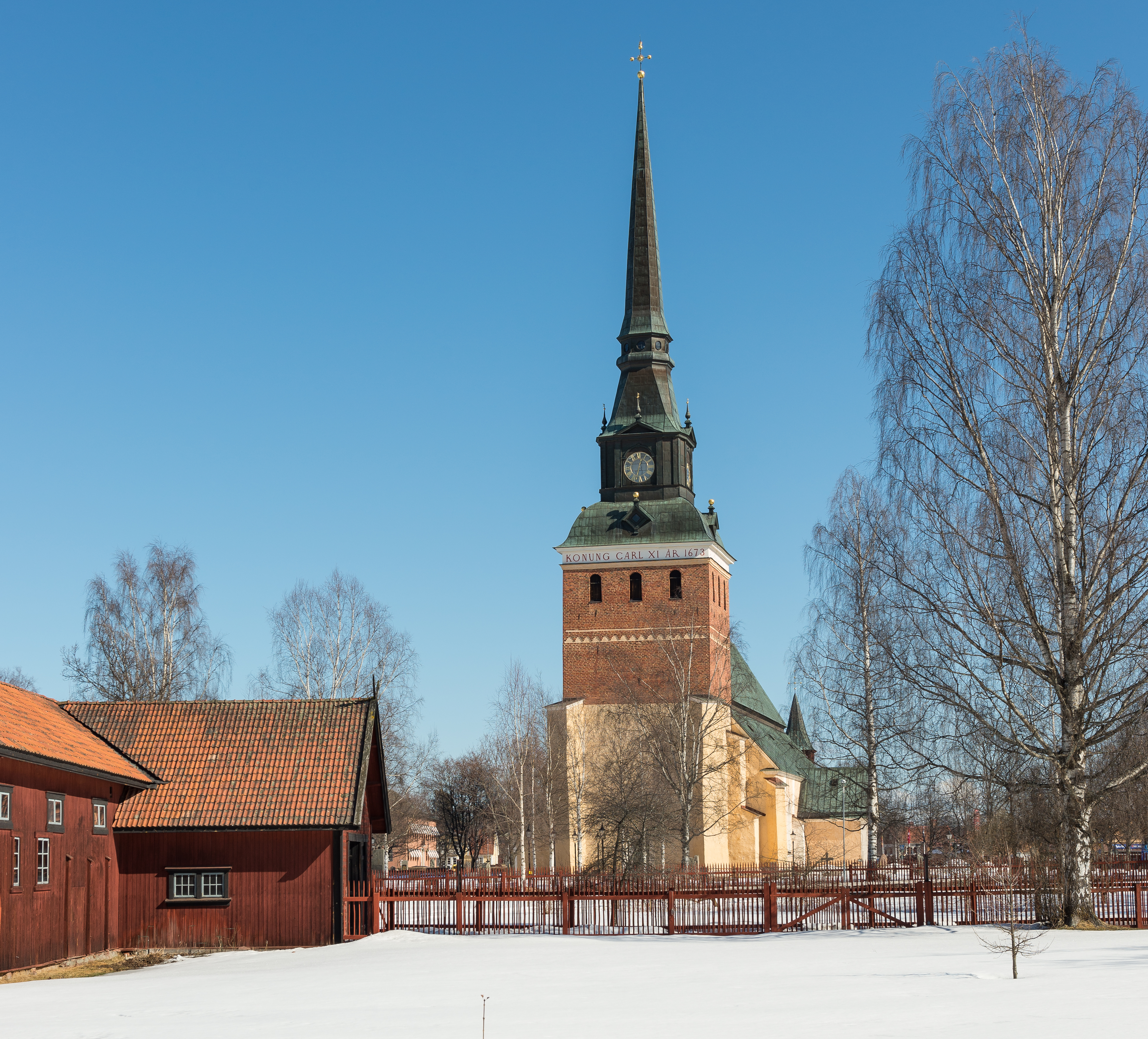
Церковь в центре города

## История
Были найдены признаки человеческой деятельности в окрестностях Муры, относящиеся к 4000 году до нашей эры. Самые ранние постройки относятся к 7 веку. Некоторые из зданий можно увидеть в музее под открытым небом Zorns gammelgard («Старой Ферме Цорна»).
Церковь Мура была основана в 13 веке.
В конце 1520 года Густав Ваза остановился в Муре, чтобы организовать восстание против датских войск, оккупировавших Швецию. Жители Муры сначала отказались помогать Густаву Вазе, но потом передумали и обратились к нему, когда тот собирался пересечь норвежскую границу. Согласно легенде, два человека из Муры (Ларс Якобсон и Энгельбрект Джонсон) догнали Густава Вазу в Сэлене и сказали ему, что его люди теперь будут сражаться с ним. Восстанию удалось свергнуть датское правительство в Швеции, и Густав Ваза был назначен королем Швеции.
В 17 веке здесь проходил знаменитый суд над ведьмами Муры.
В 18 веке окрестности Муры были поражены голодом, и многие горожане покинули свои дома. Большинство отправилось в Стокгольм и Южную Швецию, где они изучали новые ремесленные навыки. Вернувшись в Муру, они использовали приобретенные знания для создания новых отраслей промышленности. В конце 18-го и 19-го веков кустарное производство часов, швейных машин, ножей и трубопроводных кранов имело важное значение для экономики. Производство трубопроводных кранов и ножей по-прежнему процветало.

## География
Мура расположен между северным берегом озера Сильян и южным берегом озера Орса, где река Эстердаль впадает в Сильян. Мура находится на западной стороне крупнейшего в Европе метеоритного ударного кратера (Кольца Сильяна).
Северная часть города служит началом Скандинавских гор.

## Климат
Мура характеризуется холодным типом влажного континентального климата, где он находится на границе северной зоны. Не субарктический климат во внутренних районах к северу от 61-й параллели встречается очень редко и может быть объяснен потеплением под влиянием Североатлантических воздушных масс.
Располагаясь на некотором расстоянии от четырёх крупнейших озёр, Атлантического и Балтийского морей, Мура характеризуется более континентальным климатом, чем крупные города Швеции, с относительно теплым летом, но с высокой изменчивостью между холодной и более теплой зимой. По состоянию на 2015 год самый теплый январь был 0,2 °C (32,4 °F) в 1989 году и самый холодный −18,1 °C (-0,6 °F) во время рекордного глубокого замораживания 1987 года, всего двумя годами ранее.

## Культура

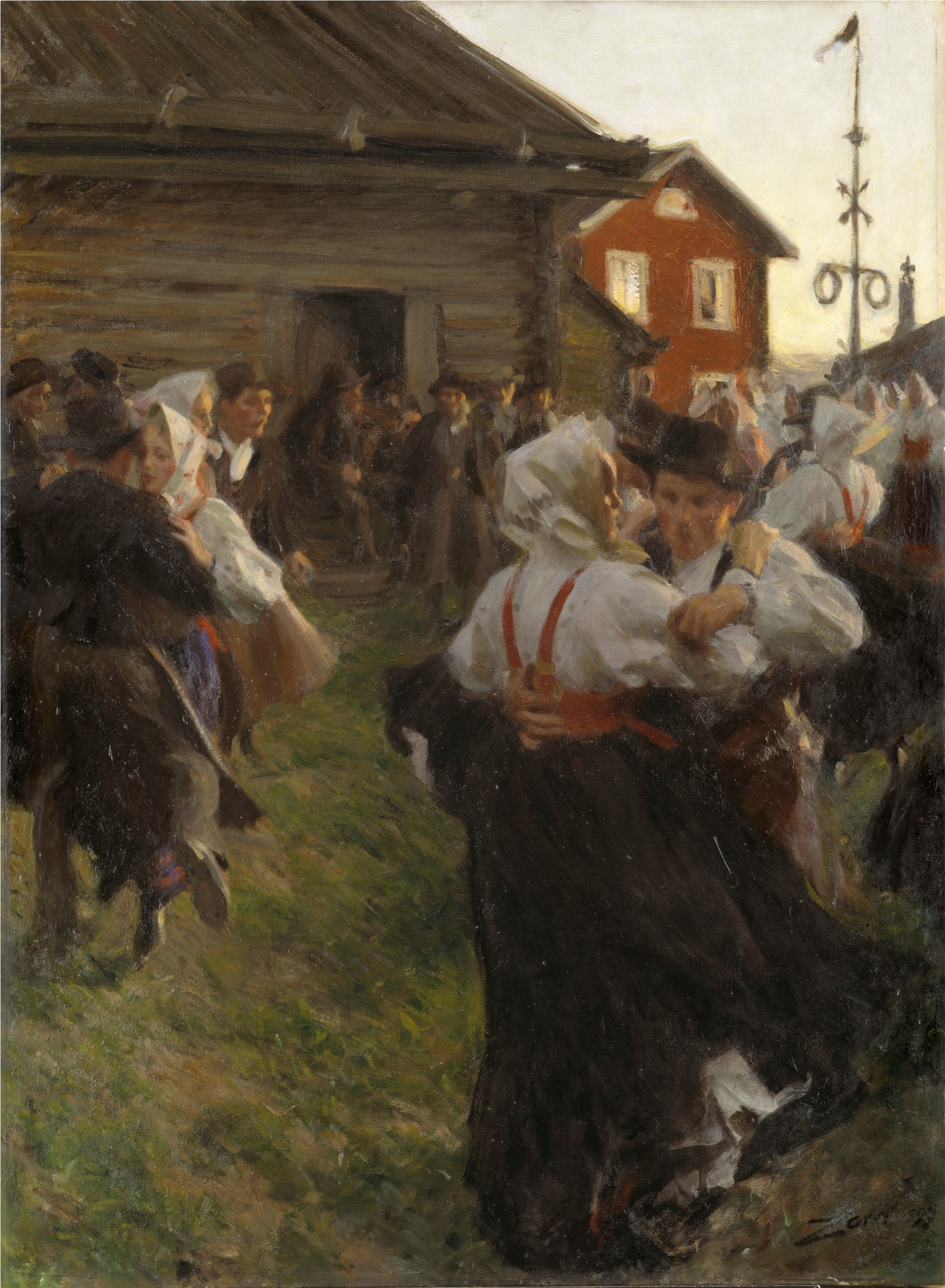
Летний танец Андерса Цорна, 1897

### Праздник летнего солнцестояния
Как и в других городах вокруг озера Сильян, празднование летнего солнцестояния играет важную роль в культурной жизни Муры. Люди одеваются в традиционные народные костюмы, зажигают майские деревья, исполняют народную музыку и танцуют вокруг майского дерева.

### Андерс Цорн
Дом, в котором жил шведский художник Андерс Цорн вместе со своей женой Эммой, расположен рядом с Церковью Муры и открыт для посещения. По соседству был построен музей, хранящий многие из его произведений искусства. Прямо за Мурой, в деревне Утмеланд, находится дом, в котором родился Цорн.

### Статуи
Статуя короля Густава Вазы, сделанная Цорном, установлена на небольшом холме у конечной линии Васалоппета в Муре. Ещё одна статуя, изображающая Цорна, находится в парке за зданием Окружного суда города мора. Третья статуя лыжника-бегуна установлена перед городской ратушей рядом с характерной для города Красной деревянной колокольней (шведское название: Klocka).

### Местная музыка
Мура является родиной многих участников шведской фолк-группы Francis, а также Юхана Лагера из блэк-метал формации Arckanum. Мура — это также город, где выросла певица и автор песен Вайнона Оук.

## Часы Мура

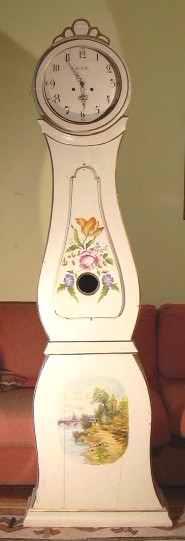
Часы Мура 1834 года с росписью на корпусе

Густавианские часы Мура — это тип часов с длинным корпусом, которые были сделаны в городе Мура. Производство началось в конце 18-го века и продолжалось большую часть 19-го, наконец уступив возросшей конкуренции со стороны новых стилей и более дешевых методов массового производства.

## Спорт

### Хоккей
Команда Муры играет в Шведской хоккейной лиге.

### Лыжный спорт
Мура также известен как финал ежегодного Васалоппета, 90-километрового соревнования по беговым лыжам, проводимого в честь Густава Вазы. Соревнования посещают более 48 000 ежегодно участвующих во всех лыжных соревнованиях в течение недели Васалоппета в начале марта.